# Diodia lanigera
Diodia lanigera är en måreväxtart som beskrevs av Johann Baptist Emanuel Pohl och Dc.. Diodia lanigera ingår i släktet Diodia och familjen måreväxter. Inga underarter finns listade i Catalogue of Life.